# Mike Smith (aktor)
Mike Smith (urodzony 27 sierpnia 1972 w New Glasgow) – kanadyjski muzyk, aktor i scenarzysta, najbardziej znany z roli Bubblesa w serialu Chłopaki z baraków. 

## Biografia
Pochodzi z miasteczka Thorburn w prowincji Nowa Szkocja. W 1992 roku założył zespół Sandbox, w którym występował jako gitarzysta aż do jego rozwiązania w 1998. W 2006 zaręczony był z amerykańską aktorką Nicole Hiltz. W 2016 został aresztowany w związku z podejrzeniem o przemoc domową, jednak finalnie oczyszczono go z zarzutów.

## Wybrana filmografia
- The Cart Boy (1995): Darren
- Chłopaki z baraków (od 2001): Bubbles
- Chłopaki z baraków: Serial animowany (od 2019): Bubbles
- Chłopaki z baraków (2006): Bubbles
- Lloyd the Conqueror (2011): Derek

## Źródła i linki zewnętrzne
- Mike Smith w bazie IMDb (ang.)
- Mike Smith w bazie Filmweb